# XDA Developers
XDA Developers (також відомий як XDA; часто вживається як xda-developers) — товариство мобільних розробників, що налічує більш ніж 5 мільйонів учасників по всьому світу, форум був заснований в січні 2003 року. Хоча дискусії в першу чергу обертаються навколо Android, учасники також обговорюють багато інших ОС та суміжних тем.

## Історія
Форум XDA-Developers.com (XDA Developers) був заснований NAH6 Crypto Products BV (Нідерланди). 10 січня 2010 року, XDA-Developers був куплений JB Online Media, LLC (США). Назва «XDA Developers» початково була запозичена з O2 XDA, який позиціонував себе як PDA з "додатковою" функціональністю.

## Опис
Головна мета форуму це дискусії, пошук несправностей та розробка ПО для Android, Windows Phone, WebOS, Ubuntu Touch, Firefox OS та Tizen телефонів. Сайт також пропонує для користувачів Windows Mobile та Android загальну інформацію про пристрої, оновлення ROM, технічну підтримку, відповіді на популярні запитання, огляди популярного програмного забезпечення та девайсів. Окремий форум існує для кожної моделі телефону розроблених Sony, HTC, Samsung, LG, Motorola, та багатьох інших. Форуми також доступні для планшетів та багатьох інших пристроїв.

## Власник
Joshua Solan управляє та володіє XDA Developers через свою компанію JB Online Media, LLC. 
Компанія JB Online Media, LLC розташована за адресою:
1400 N Providence Blvd, Suite 303, Media, PA 19063, USA 

## Суперечки з приводу користувацьких прошивок
В лютому 2009 року, компанія Microsoft вимагала від XDA Developers видалити всі прошивки створені OEM. У відповідь була піднята і підписана петиція більше ніж 10 000 учасників XDA Developers. Петиція була відкладена в сторону, коли Microsoft перестали наполягати на видаленні кастомних образів.
CNET Азія вважає, що XDA Developers запропонували потенційне рішення проблем з багатьма проблемами Windows пристроїв. В інших оглядах мобільних телефонів, тестувальники з CNET воліють використовувати прошивки розроблені XDA Developers для детальних тестів.
Багато програмних та технічних рішень, що покращують роботу пристроїв, було розроблено активними учасниками XDA Forum. XDA Portal, був запущений в лютому 2010 року, є джерелом для новин мобільних телефонів та розробників Android.

## Офіційні портали
- XDA Портал розробників
- XDA Форум розробників
- XDA Developers у соцмережі «Твіттер»
- XDAdevelopers [Архівовано 19 лютого 2015 у Wayback Machine.] (англ.) — Офіційний канал на YouTube
- XDAdevelopers [Архівовано 5 квітня 2015 у Wayback Machine.] — Офіційна сторінка в Facebook